# Barberêche
Barberêche (en alemán Bärfischen) es una comuna suiza del cantón de Friburgo, situada en el distrito de See/Lac. Limita al norte con las comunas de Courtepin y Gurmels, al este y sur con Düdingen, y al oeste con La Sonnaz y Misery-Courtion.

## Personalidades
- Joseph Deiss, ex consejero federal.